# Atylotus loewianus
Atylotus loewianus är en tvåvingeart som först beskrevs av Villeneuve 1920.  Atylotus loewianus ingår i släktet Atylotus och familjen bromsar. Inga underarter finns listade i Catalogue of Life.